# Леві Розман
Леві Розман (народився 5 грудня 1995 року, Бруклін, Нью-Йорк), відомий в Інтернеті як GothamChess, він є Міжнародним шаховим майстром (IM), творцем контенту, коментатором і автором. Його часто називають «вчителем шахів в Інтернеті», він створює контент на онлайн-платформах Twitch, TikTok, Instagram і YouTube.
Народився в Брукліні, штат Нью-Йорк, Розман виріс у родині російсько-українських іммігрантів і почав грати в шахи у 5 років. У 2018 році він отримав звання міжнародного майстра та досяг свого найвищого рейтингу Ело 2421. З липня 2022 року по квітень 2024 року Розман відійшов від змагальних шахів.
Розман почав створювати контент у серпні 2018 року. Його канали на платформах Twitch і YouTube набули популярності під час пандемії COVID-19 і виходу «Ферзевого гамбіту» у 2020 році. Його канал на YouTube став першим шаховим каналом, який перевищив мільярд переглядів. Станом на 17 вересня 2024 у нього понад 5,4 мільйона підписників і понад 2,8 мільярда переглядів на YouTube.

## Раннє життя
Розман народився в Брукліні, штат Нью-Йорк, 5 грудня 1995 року в родині російської емігрантки Ліни (уроджена Зельдович) та українського емігранта Євгена Розмана. Підростаючи, він жив як в Нью-Йорку, так і в Нью-Джерсі.Розман виріс, розмовляючи російською мовою як рідною і почав вивчати англійську лише в дошкільному віці. У віці 5 років батьки записали його на заняття з шахів, у своєму першому шаховому турнірі Розман взяв участь у 7 років. У лютому 2008 року, у віці 12 років, Розман отримав рейтинг ФІДЕ 2000, але прогрес зупинився на три роки. Після роздумів про те, щоб кинути шахи, він остаточно повернувся до гри у віці 15 років.

## Шахова кар'єра
У віці 16 років у 2011 році Розман отримав титул національного майстра від Федерації шахів США. Навчаючись у коледжі Баруха на Мангеттені, він здобув ступінь бакалавра зі статистики та кількісного моделювання, маючи намір отримати «серйозну роботу» після того, як закінчить свою участь у грі та викладанні шахів. У 2014 році, через рік після отримання диплома, він звернувся до місцевих шкіл із пропозицією запустити власну шахову програму, яка передбачала тренування дітей на турнірах і забезпечувала з учнями титули міста та штату.
З 2016 по 2019 рік Розман присвятив себе змагальним шахам. Він отримав звання майстра ФІДЕ в 2016 році та міжнародного майстра (IM) в 2018 році. У 2018 році він досяг свого найвищого рейтингу в шахах США 2520 і рейтингу ФІДЕ 2421. У липні 2022 року, після невдалого виступу на турнірі New York Summer Invitational, Розман оголосив про свій відхід із «змагальних шахових подій» через фізичне та психічне напруження. Він оголосив про своє повернення до змагальних шахів за дошкою у квітні 2024 року з метою стати гросмейстером (GM).

## Створення контенту
Працюючи над отриманням титулу гросмейстера, 19 травня 2018 року Розман почав транслювати на своєму власному каналі Twitch. Його потоки в основному були зосереджені на навчальних відео та шахових коментарях. Незважаючи на те, що на той час у нього було мало підписників, він проводив багато годин онлайн, іноді проводячи стріми з 21:00 до 4:00. Його перший помітний сплеск глядацької аудиторії стався в листопаді 2018 року під час Чемпіонату світу з шахів між Фабіано Каруаною та Магнусом Карлсеном. Розман ще більше розширив свою присутність в Інтернеті, запустивши свій канал YouTube через кілька місяців після пандемії COVID-19. Подібно до багатьох онлайн-шахістів, він відчув сплеск глядацької аудиторії під час пандемії, особливо після виходу міні-серіалу «Ферзевий гамбіт». Відійшовши від ролі вчителя шахів, Розман зайнявся стрімінгом на повний робочий день. До жовтня 2020 року його Twitch канал зібрав понад 100 000 підписників, що значно більше порівняно з трохи більше ніж 17 800 підписниками на початку 2020 року. У січні 2021 року він став третім за величиною шаховим стримером на Twitch із 200 000 підписників. Водночас його канал на YouTube значно зріс, досягнувши 379 000 підписників.
У березні 2021 року Розман привернув міжнародну увагу, коли зазнав поразки в матчі на Chess.com проти індонезійського шахіста, відомого як Dewa_Kipas, що перекладається як «Бог уболівальників». Запідозривши, що суперник шахраює, Розман повідомив про це команді чесної гри Chess.com. Отже, обліковий запис Dewa_Kipas було закрито через шахрайство. Однак це викликало негативну реакцію з боку індонезійських користувачів мережі, в результаті чого Розман зіткнувся з переслідуваннями в соціальних мережах. Щоб впоратися з ситуацією, Розман зробив свої облікові записи в соціальних мережах приватними, і взяв невелику перерву в трансляції. Пізніше Dewa_Kipas не зміг зіграти на високому рівні в серії живих матчів
До середини 2021 року YouTube-канал Розмана досяг мільйона підписників, а у вересні 2021 року він став найбільшим автором шахів на YouTube, обігнавши Agadmator.
На тлі зростаючої популярності шахів на таких платформах, як TikTok та Instagram, у поєднанні з суперечкою Карлсена–Німана наприкінці 2022 року YouTube-канал Розмана продовжував швидко зростати, досягнувши понад 300 мільйон переглядів у січні 2023 року, за словами Розмана. Незабаром після цього його канал на YouTube став першим шаховим каналом, який зібрав понад мільярд переглядів. До листопада 2023 року на його каналі на YouTube було 4,3 млн підписників і 1,8 мільярд переглядів. 28 листопада 2023 року Розман увійшов до рейтингу Forbes 30 Under 30 2024 у категорії «Ігри».

## Особисте життя

### Сім'я та національність
Розман має молодшого брата на ім'я Лео. Він познайомився зі своєю дружиною Люсі в листопаді 2015 року. Розман — єврей.

### Книга та Філантропія
Розман є автором книги «Як виграти в шахи: найкращий посібник для початківців і не тільки», яка вийшла 24 жовтня 2023 року. Вона посіла четверте місце в списку бестселерів The New York Times у категорії «Поради, інструкції та інше».
14 жовтня 2021 року Розман оголосив про стипендіальний фонд Леві Розмана, через який він жертвує 100 000 доларів на шахові програми початкової, середньої та старшої школи. ChessKid, дочірня компанія Chess.com, керує фондом, і школи можуть отримати від 5 000 до 15 000 доларів на оплату витрат на навчання, турнірні збори та транспортні витрати.